# Municipio de Cass (condado de Clay)
El municipio de Cass (en inglés: Cass Township) es un municipio ubicado en el condado de Clay en el estado estadounidense de Indiana. En el año 2010 tenía una población de 347 habitantes y una densidad poblacional de 11,16 personas por km².

## Geografía
El municipio de Cass se encuentra ubicado en las coordenadas 39°27′6″N 86°58′41″O / 39.45167, -86.97806. Según la Oficina del Censo de los Estados Unidos, el municipio tiene una superficie total de 31.08 km², de la cual 31,08 km² corresponden a tierra firme y (0 %) 0 km² es agua.

## Demografía
Según el censo de 2010, había 347 personas residiendo en el municipio de Cass. La densidad de población era de 11,16 hab./km². De los 347 habitantes, el municipio de Cass estaba compuesto por el 97,41 % blancos, el 0,86 % eran amerindios, el 0,29 % eran asiáticos y el 1,44 % eran de una mezcla de razas. Del total de la población el 0,29 % eran hispanos o latinos de cualquier raza.